# Journey
Journey (pronúncia em inglês: [ˈdʒɜː.nɪ/ ou /ˈdʒəː.ni]) é uma banda de rock americana formada em São Francisco em 1973, composta por ex-membros de Santana e do Frumious Bandersnatch.  A banda passou por várias fases; seu maior sucesso comercial ocorreu entre 1978 e 1987, quando Steve Perry foi vocalista principal. Durante esse período, a banda lançou uma série de canções de sucesso, incluindo "Don't Stop Believin" (1981), que em 2009 se tornou a faixa mais vendida na história do iTunes entre as músicas não lançadas no século XXI. Seu álbum de estúdio, Escape, o sétimo e mais bem-sucedido da banda, alcançou o primeiro lugar na Billboard 200 e produziu outro de seus singles mais populares, "Open Arms". Seu álbum de acompanhamento de 1983, Frontiers, teve quase o mesmo sucesso nos Estados Unidos, alcançando o segundo lugar e gerando vários singles de sucesso; ampliou o apelo da banda no Reino Unido, onde alcançou o sexto lugar na parada de álbuns do Reino Unido. Journey teve uma reunião bem-sucedida em meados da década de 90 e mais tarde se reagrupou com uma série de vocalistas principais.
As vendas resultaram em dois álbuns de ouro, oito álbuns multi-platina e dois álbuns de diamante (incluindo sete álbuns multi-platina consecutivos entre 1978 e 1987). Eles tiveram dezoito singles no Top 40 nos EUA (o segundo sem um número 100 da Billboard Hot 100 atrás da Electric Light Orchestra com 20), seis dos quais alcançaram o Top 10 da parada americana e dois dos quais alcançaram o número 1 na lista outras paradas da Billboard e um número 6 na parada de singles do Reino Unido em "Don't Stop Believin '". Em 2005, "Don't Stop Believin '" alcançou a terceira posição no ranking dos downloads do iTunes. Originalmente uma banda de rock progressivo, o Journey foi descrito pela AllMusic como tendo consolidado a reputação de "uma das bandas de rock/pop comerciais mais amadas (e às vezes odiadas) da América" em 1978, quando redefiniram seu som adotando arranjos pop em seu quarto álbum, Infinity.
De acordo com a Recording Industry Association of America, o Journey vendeu 48 milhões de álbuns nos EUA, tornando-os a 25ª banda mais vendida. Suas vendas mundiais atingiram mais de 75 milhões de discos, tornando-as uma das bandas mais vendidas do mundo de todos os tempos. Uma pesquisa de opinião do USA Today de 2005 nomeou o Journey como a quinta melhor banda de rock dos EUA na história. Suas músicas se tornaram grampos de arena e ainda são tocadas em estações de rádio de rock em todo o mundo. Journey ocupa a 96ª posição entre os 100 Maiores Artistas de Todos os Tempos do VH1.
Journey foi introduzida no Hall da Fama do Rock and Roll no ano de 2017. Entre os participantes estavam o vocalista Steve Perry, o guitarrista Neal Schon, os tecladistas Jonathan Cain e Gregg Rolie, o baixista Ross Valory e os bateristas Steve Smith e Aynsley Dunbar.

## História

### 1973-1976: Formação, Journey e Look into the Future
Os membros originais do Journey se reuniram em São Francisco em 1973, sob os auspícios do ex-líder do Santana, Herbie Herbert. Originalmente chamada de Golden Gate Rhythm Section e destinada a servir como um grupo de apoio para artistas estabelecidos na Baía de São Francisco, a banda incluía o ex-aluno de Santana Neal Schon na guitarra e Gregg Rolie nos teclados e vocais.
O baixista Ross Valory e o guitarrista George Tickner, ambos da Frumious Bandersnatch, completaram o grupo. O Prairie Prince do The Tubes da pradaria serviu como baterista. A banda abandonou rapidamente o conceito de "grupo de backup" e desenvolveu um estilo distinto de fusão de jazz. Após um concurso de rádio sem sucesso para nomear o grupo, o roadie John Villanueva sugeriu o nome "Journey". A primeira aparição pública da banda ocorreu no Winterland Ballroom na véspera de Ano Novo, em 1973. O Prairie Prince voltou ao The Tubes logo depois, e a banda contratou o baterista britânico Aynsley Dunbar, que havia trabalhado recentemente com Frank Zappa. Em 5 de fevereiro de 1974, a nova formação estreou no Great American Music Hall e garantiu um contrato de gravação com a Columbia Records. O Journey lançou seu álbum de estreia homônimo em 1975, e o guitarrista Tickner deixou a banda antes de lançar seu segundo álbum, Look into the Future (1976). Nenhum álbum alcançou vendas significativas, então Schon, Valory e Dunbar tiveram aulas de canto na tentativa de adicionar harmonias vocais à liderança de Rolie. O álbum Next do ano seguinte continha faixas mais curtas com mais vocais, e contou com Neal Schon como vocalista em duas das músicas.

### 1977-1980: Nova direção musical, Next, Infinity, and Evolution
As vendas de álbuns do Journey não melhoraram e a Columbia Records solicitou que mudassem seu estilo musical e adicionassem um vocalista, com quem o tecladista Gregg Rolie pudesse compartilhar suas funções vocais principais. A banda contratou Robert Fleischman e fez a transição para um estilo mais popular, semelhante ao de Foreigner e Boston. Journey saiu em turnê com Fleischman em 1977 e juntos a nova encarnação da banda escreveu o hit "Wheel in the Sky"; no entanto, as diferenças de gerenciamento resultaram na saída de Fleischman no mesmo ano.
No final de 1977, Journey contratou Steve Perry como seu novo vocalista. Herbie Herbert, gerente da banda, também contratou Roy Thomas Baker como produtor para adicionar uma abordagem de som em camadas, como Baker havia feito com sua banda anterior, Queen. Com seu novo vocalista e novo produtor, Journey lançou seu quarto álbum, Infinity (1978). Esse álbum foi o primeiro disco de platina certificado pela RIAA e, com o hit "Wheel in the Sky" (nº 57 EUA), o Journey estabeleceu um novo caminho com um som mais mainstream para alcançar o maior sucesso nas paradas até hoje.
No final de 1978, o gerente Herbie Herbert demitiu Dunbar, que se juntou aos rivais da Jefferson Starship logo depois.  Ele foi substituído pelo baterista treinado pela Berklee College of Music, Steve Smith, que tinha feito carreira no jazz. Perry, Schon, Rolie, Smith e Valory gravaram Evolution (1979), que deu à banda seu primeiro single da Billboard Hot 100 Top 20, "Lovin ', Touchin', Squeezin" (# 16); e Departure (1980), que alcançaram o 8º lugar nas paradas de álbuns.
O sucesso recém-descoberto do Journey trouxe à banda uma base de fãs quase inteiramente nova. Durante a turnê mundial do Departure de 1980, a banda gravou um álbum ao vivo, Captured.
O tecladista Gregg Rolie então deixou a banda, pela segunda vez em sua carreira, ele deixou um ato de sucesso. O tecladista Stevie "Keys" Roseman foi contratado para gravar a única faixa de estúdio de Captured, "The Party's Over (Hopelessly in Love)" , mas Rolie recomendou o pianista Jonathan Cain do The Babys como substituto permanente. Com a substituição de Cain pelo órgão Hammond B-3 de Rolie por seus próprios sintetizadores, a banda estava pronta para uma nova década na qual eles alcançariam seu maior sucesso musical.

### 1981-1983: Alta popularidade, Escape e Frontiers
Com Cain a bordo, a banda começou a escrever material que eventualmente levaria ao maior álbum de estúdio do Journey, Escape. As sessões de gravação começaram em abril de 1981 e duraram até meados de junho. Escape foi lançado em 31 de julho de 1981 e imediatamente o álbum se tornou um grande sucesso. O álbum, que até agora vendeu nove vezes platina, foi o número um nas paradas de álbuns no final daquele ano e incluiu três dos dez principais hits: "Who's Cryin 'Now", "Don't Stop Believin'' e "Open Arms". O último é o single de maior bilheteria do Journey até hoje, ficando em segundo lugar por seis semanas consecutivas e ficando em 34º no Hot 100 da Billboard no final de 1982. A MTV filmou um de seus dois shows esgotados em Houston em 6 de novembro, 1981, na frente de mais de 20.000 fãs.
Capitalizando seu sucesso, a banda gravou comerciais de rádio para a Budweiser e vendeu direitos sobre suas semelhanças e músicas para uso em dois videogames: o jogo de arcade Journey da Bally/Midway e Journey Escape da Data Age para o Atari 2600.[carece de fontes?]
Seu sucesso foi recebido com críticas. O Rolling Stone Record Guide de 1983 deu a cada um dos álbuns da banda apenas uma estrela, com Dave Marsh escrevendo que "Journey era um beco sem saída para o rock da área de São Francisco". Marsh mais tarde ungiria o Escape como um dos piores álbuns número um de todos os tempos.
O próximo álbum do Journey, Frontiers (1983), continuou seu sucesso comercial, alcançando o segundo lugar nas paradas de álbuns, vendendo quase seis milhões de cópias. O álbum gerou quatro hits do Top 40, "Separate Ways (Worlds Apart)", que alcançou o 8º lugar, "Faithfully", que alcançou o 12º lugar, "Send Her My Love" e "After the Fall", ambos alcançados No. 23. Até então, o Journey havia se tornado uma das principais bandas de turnê e gravação do mundo. Durante a turnê subsequente do estádio, a banda contratou a NFL Films para gravar um documentário em vídeo de sua vida na estrada, Frontiers e Beyond. As cenas do documentário foram filmadas no Estádio JFK, na Filadélfia, Pensilvânia, com mais de 80.000 fãs presentes.

### 1983–1987: Raised on Radio, e mais mudanças de pessoal
Após a turnê do estádio Frontiers, a Journey decidiu tirar um tempo de folga. O vocalista Steve Perry e o guitarrista Neal Schon realizaram projetos solo entre 1982 e 1985. A banda lançou duas músicas anteriormente destinadas ao Frontiers: "Ask the Lonely", na trilha sonora do filme Two of a Kind (1983); e "Only the Young", na trilha sonora do filme Vision Quest (1985). "Only the Young" alcançou o nono lugar na parada Hot 100 da Billboard. Quando o Journey finalmente voltou a gravar seu álbum Raised on Radio (1986), o baixista Ross Valory e o baterista Steve Smith foram demitidos da banda por diferenças musicais e profissionais. O baixista e futuro juiz do American Idol Randy Jackson, o baixista Bob Glaub e a baterista estabelecida Larrie Londin cuidaram dos dois espaços vazios. O álbum foi multi-platina, vendendo mais de dois milhões de cópias. Também produziu quatro singles no top 20, "Be Good to Yourself" (# 9), "I'll Be Alright Without You" (#14), "Girl Can't Help It" e "Suzanne", ambas alcançando 17. A turnê contou com Jackson no baixo e Mike Baird na bateria, e foi filmada pela MTV e transformada em um documentário, que incluía entrevistas com os membros da banda. Mas com Perry incapaz ou não querendo permanecer ativamente envolvido, a banda cancelou o resto da turnê e entrou em um hiato prolongado e indefinido.

### 1987–1995: Hiato
Schon e Cain passaram o resto de 1987 colaborando com artistas como Jimmy Barnes e Michael Bolton antes de se unirem aos ex-colegas de banda de Cain, John Waite e Ricky Phillips, para formar o supergrupo Bad English com o baterista Deen Castronovo em 1988. Steve Smith dedicou seu tempo às suas bandas de jazz, Vital Information e Steps Ahead, e se uniram a Ross Valory e ao tecladista original do Journey Gregg Rolie para criar The Storm com o cantor Kevin Chalfant e o guitarrista Josh Ramos. Em 3 de novembro de 1991, Schon, Cain e Perry se reuniram novamente para tocar várias músicas no concerto em homenagem a Bill Graham - até o momento, a última vez que Perry cantaria em concerto com ex-colegas de banda do Journey.
Após o fim do Bad English, em 1991, Schon e Castronovo formaram a banda de glam metal Hardline com os irmãos Johnny e Joey Gioeli, antes de ingressar na banda de apoio de Paul Rodgers em 1994. Cain passou os próximos anos se concentrando em sua carreira solo.
Entre 1987 e 1995, a Columbia Records lançou três compilações do Journey, incluindo o álbum de maiores sucessos de 1988, que continua sendo o disco mais vendido da banda. Continua vendendo de 500.000 a 1.000.000 de cópias por ano. Em dezembro de 2008, era o sexto pacote de sucessos mais vendido nos Estados Unidos, e em 2014 havia passado 300 semanas na Billboard 200 (um dos únicos cinco álbuns a fazer isso).

### 1995–1997: Reunião e Trial by Fire
Em 1995, a formação de Escape and Frontiers (Perry, Schon, Cain, Valory e Smith) se uniu sob nova direção, assinando com Irving Azoff, gerente de longa data do Eagles. Trial by Fire, lançado em 1996, incluiu o hit "When You Love a Woman", que alcançou a 12ª posição nas paradas da Billboard, ocupando a 36ª posição no Hot 100 de final de ano de 1996, e foi indicado em 1997 por um Grammy Award de Melhor Performance Pop de um Duo ou Grupo com Vocal. O álbum também produziu três das 40 principais faixas de rock mainstream, "Message of Love" alcançando a posição 18, "Can't Tame the Lion" alcançando a posição 33 e "If He Should Break Your Heart" alcançando a posição 38.
Os planos para uma turnê subseqüente terminaram quando Perry, perturbado pela dor enquanto caminhava no Havaí no verão de 1997, descobriu que tinha uma doença óssea degenerativa e não podia realizar sem cirurgia de substituição do quadril - pela qual ele recusou por algum tempo. Mais tarde, ele anunciou que estava deixando a banda permanentemente. Em 1998, Schon e Cain decidiram procurar um novo vocalista, momento em que o baterista Steve Smith também deixou a banda.

### 1998-2007: Um novo vocalista e baterista,Arrival, eGenerations
Em 1998, após auditar vários candidatos de destaque, incluindo Geoff Tate e John West, Journey substituiu Perry por Steve Augeri, ex-Tyketto e Tall Stories. A banda contratou o baterista Deen Castronovo, o colega de banda de Schon e Bad English e o baterista de Hardline para Hardline, para substituir Steve Smith. Em 2000, a banda lançou seu próximo álbum de estúdio, Arrival in Japan. Um lançamento nos EUA se seguiu em 2001. "All the Way" se tornou um hit contemporâneo adulto menor do álbum. Em 2002, a banda lançou um CD de quatro faixas intitulado Red 13, com um design de capa de álbum escolhido através de um concurso de fãs. Em 2005, a banda foi introduzida na Calçada da Fama de Hollywood, embarcou em sua turnê de 30 anos e lançou seu décimo segundo álbum de estúdio, Generations, no qual cada membro da banda apresentava vocais principais em pelo menos uma música.
Em julho de 2006, Steve Augeri foi retirado da banda durante uma turnê com o Def Leppard, o site oficial referente a uma "infecção crônica na garganta". Augeri sofria de problemas de atrito vocal desde 2003 e Journey foi acusado de usar vocais pré-gravados. Por quase um ano, Jeff Scott Soto, do Talisman, entrou na banda por vários meses, referindo-se a ele como vocalista oficial. No entanto, em junho de 2007, a banda anunciou que Soto não estava mais com eles. Naquela primavera, a HBO exibiu o final da série The Sopranos, concluindo com "Don't Stop Believin '" da Journey emanando de uma jukebox de restaurante. Sem um vocalista, a banda se viu incapaz de fazer turnês para capitalizar a nostalgia crescente da música dos anos 80 demonstrada pela série.

### 2007–2014: o vocalista principal substituído novamente, Revelation e Eclipse
No verão de 2007, Jonathan Cain e Neal Schon começaram a pesquisar no YouTube por um novo vocalista. Eles fizeram o teste de Jeremey Hunsicker, da banda de tributo Journey, Frontiers, com quem co-escreveram "Never Walk Away", para seu próximo álbum. Por fim, a banda contratou outra descoberta do YouTube, o cantor filipino Arnel Pineda da banda cover The Zoo. Embora Pineda não tenha sido o primeiro estrangeiro a se tornar membro do Journey (o ex-baterista Aynsley Dunbar é britânico), nem mesmo o primeiro não-caucasiano (o ex-baixista Randy Jackson é afro-americano), a transição resultou no que Marin Independent Journal o escritor Paul Liberatore chamou de "uma corrente de racismo entre alguns fãs do Journey". O tecladista Jonathan Cain respondeu a esses sentimentos: "Nós nos tornamos uma banda mundial. Somos internacionais agora. Não somos de uma só cor".
O primeiro álbum da Journey com Pineda, Revelation, estreou em 5º lugar nas paradas da Billboard, vendendo mais de 196.000 unidades nas duas primeiras semanas e permanecendo no top 20 por seis semanas. Como um conjunto de discos múltiplos (2 CD), cada unidade desse conjunto conta como uma venda. Journey também obteve sucesso na parada Adult Contemporary da Billboard, onde o single "After All These Years" passou mais de 23 semanas, chegando ao nono lugar. Os recibos da turnê de 2008 fizeram do Journey uma das turnês de maior bilheteria do ano, arrecadando mais de US $ 35.000.000. Em 18 de dezembro de 2008, o Revelation foi certificado como platina pela RIAA. O segundo álbum da banda com Pineda, Eclipse, foi lançado em 24 de maio de 2011 e estreou no 13º lugar na parada da Billboard 200. Em 2011, a banda também lançou Greatest Hits 2.
Em 2011, Journey foi premiado com o prestigioso "Legend of Live Award" no Billboard Touring Awards.

### 2015 – presente: mudanças controversas na programação e ações judiciais
Em 2015, Deen Castronovo foi preso e acusado de agressão de quarto grau e ameaçador depois que a polícia diz que ele machucou fisicamente uma mulher. Como resultado, ele foi demitido do Journey das próximas apresentações e foi substituído por Omar Hakim na turnê da banda em 2015. Em 2016, Steve Smith voltou novamente como baterista do Journey, reunindo todos os membros da formação Escape-Frontiers-Trial by Fire, exceto o vocalista Steve Perry. Em 2018, Journey liderou a lista da Billboard Hot Tours, arrecadando mais de $ 30 milhões em 17 shows.
Em 3 de março de 2020, Schon e Cain anunciaram que tinham demitido Smith e Valory e os estavam processando por uma suposta "tentativa de golpe de Estado corporativo", buscando indenização superior a US $ 10 milhões. O processo alegou que Smith e Valory tentaram "assumir o controle da Nightmare Productions porque acreditam incorretamente que a Nightmare Productions controla o nome Journey e Mark" para "manter o nome Journey como refém e se estabelecerem com um fluxo de renda garantido depois que pararem de tocar . " Valory e Smith contestaram as demissões, com o apoio do ex-empresário Herbie Herbert e do ex-vocalista Steve Perry. Os processos judiciais revelaram que Steve Perry foi pago como membro da banda por anos, apesar de não se apresentar. Em uma carta aberta datada naquele mesmo dia, Schon e Cain declararam que Smith e Valory "não são mais membros da Journey; e que Schon e Cain perderam a confiança em ambos e não estão dispostos a tocar com eles novamente." Valory contestou Schon e Cain, entre outras coisas, pela reivindicação de sua parceria de possuir a marca registrada Journey e a marca de serviço (conhecida coletivamente como a marca), quando essa parceria, Elmo Partners, era apenas a licenciada da marca de 1985 a 1994 , quando a licença foi rescindida por Herbie Herbert da Nightmare Productions, proprietários da marca e do nome. Valory também buscou proteção contra Schon de usar qualquer semelhança da marca e do nome Journey para seu projeto paralelo, Neal Schon - Journey Through Time. Em maio daquele ano, Schon e Cain anunciaram que o ex-baixista do Journey Randy Jackson se juntaria ao baterista Narada Michael Walden e ao tecladista Jason Derlatka como membros do Journey.
Em 17 de junho de 2020, Schon postou em sua página do Instagram que um novo álbum de Journey com Jackson e Walden (e sem Valory e Smith) estava "começando a tomar forma". Ele posteriormente anunciou suas intenções de lançar um single no verão. Em 22 de julho, ele reiterou o progresso do álbum.
Em 1º de abril de 2021, a banda anunciou que havia chegado a um "acordo amigável" com Valory e Smith, confirmando assim a saída de ambos da banda.

## Logo
Depois de apresentar os membros da banda em várias poses para as capas dos três primeiros álbuns de estúdio, em 1980, o Journey adotou o logotipo do escaravelho, um símbolo emprestado dos hieróglifos egípcios.

## Na cultura pop
Ao longo dos anos, as músicas do Journey foram ouvidas ou mencionadas em vários filmes, séries de televisão, videogames e até na Broadway. As músicas da banda foram cobertas por vários artistas e adotadas por equipes esportivas. Em particular, "Don't Stop Believin '" foi ouvido no episódio final de The Sopranos, adaptado pela série de televisão Glee, cantada pelo elenco de Family Guy, adotada como o hino não oficial do Chicago White Sox 2005 e São Francisco 2010 As equipes do campeonato da Giants World Series, interpretadas por The Chipmunks em seu álbum Undeniable (2008), e cantadas pelo elenco do musical Rock of Ages da Broadway. Em 8 de março de 2013, foi lançado um documentário, Don't Stop Believin ': Everyman's Journey. O filme, dirigido por Ramona S. Diaz, narra a descoberta de Arnel Pineda e seu primeiro ano com Journey.

## Integrantes

### Formação atual
- Arnel Pineda - vocal (2007 - atualmente)
- Neal Schon - guitarra líder, vocal de apoio (1973 - 1987, 1996 - atualmente)
- Jonathan Cain - teclado, vocal de apoio, guitarra base, harmónica (1980 - 1987, 1996 - atualmente)
- Todd Jensen  - baixo, (2021 - atualmente)
- Jason Derlatka - teclado,  vocal de apoio (2019 - atualmente)
- Deen Castronovo - bateria (1998 - 2015, 2021 - atualmente)

### Ex-integrantes
- Robert Fleischman - vocal (1977)
- Steve Perry - vocal (1977 - 1987, 1996 - 1998)
- Steve Smith - bateria (1979 - 1985, 1996 - 1998, 2015 - 2020)
- Ross Valory - baixo (1973 - 1985, 1996 - 2020)
- Steve Augeri - vocal (1998 - 2006)
- Jeff Scott Soto - vocal (2006 - 2007)
- George Tickner - guitarra rítmica (1973 - 1976)
- Bob Glaub - baixo (1985)
- Prairie Prince - bateria (1973 - 1974)
- Aynsley Dunbar - bateria (1974 - 1979)
- Larrie Londin - bateria (1985 - 1986)
- Mike Baird - bateria (1986-1987, somente turnês)
- Gregg Rolie - teclado e vocal (1973 - 1977), teclado (1977 - 1980)
- Randy Jackson - baixo, vocal de apoio (1985 - 1987, 2020)
- Narada Michael Walden - bateria (2020)

## Discografia
| - Journey (1975) - Look into the Future (1976) - Next (1977) - Infinity (1978) - Evolution (1979) - Departure (1980) - Escape (1981) - Frontiers (1983) - Raised on Radio (1986) - Trial by Fire (1996) - Arrival (2001) - Generations (2005) - Revelation (2008) - Eclipse (2011) - Freedom (2022) | - Captured (1981) - Greatest Hits Live (1998) - Live in Houston 1981: The Escape Tour (2005) - In the Beginning (1980) - Captured (1981) - Greatest Hits (1988) - The Ballade (1991) - Time3 (1992) - Greatest Hits Live (1998) - The Journey Continues (2001) - The Essential Journey (2001) - Red 13 (2002) |